# JAPAN RUGBY AUTUMN FEST 2022
JAPAN RUGBY AUTUMN FEST 2022は、2022年10月29日に秩父宮ラグビー場にて開催されたイベントである。主催は日本ラグビーフットボール協会。

## 概要
一般へのPRを兼ねてジャパンラグビーリーグワンの関連ブースや女子ラグビーブース飲食ブースを出店した。またラグビーワールドカップ2021準々決勝第一試合フランス対イタリア及びリポビタンDチャレンジカップ2022日本対ニュージーランドのパブリックビューイングも行われた。